# VSB Groep
De VSB Groep, waarbij VSB oorspronkelijk stond voor 'Verenigde Spaarbank', was een Nederlandse bank die is opgegaan in de Fortis Bank. Na de kredietcrisis is de Nederlandse tak van de Fortis Bank, waar de VSB Groep onderdeel van was, opgegaan in ABN AMRO. De VSB Groep was voortgekomen uit een fusie tussen de Centrumbank, de Spaarbank te Rotterdam en Bondsspaarbank Breda.

## Geschiedenis

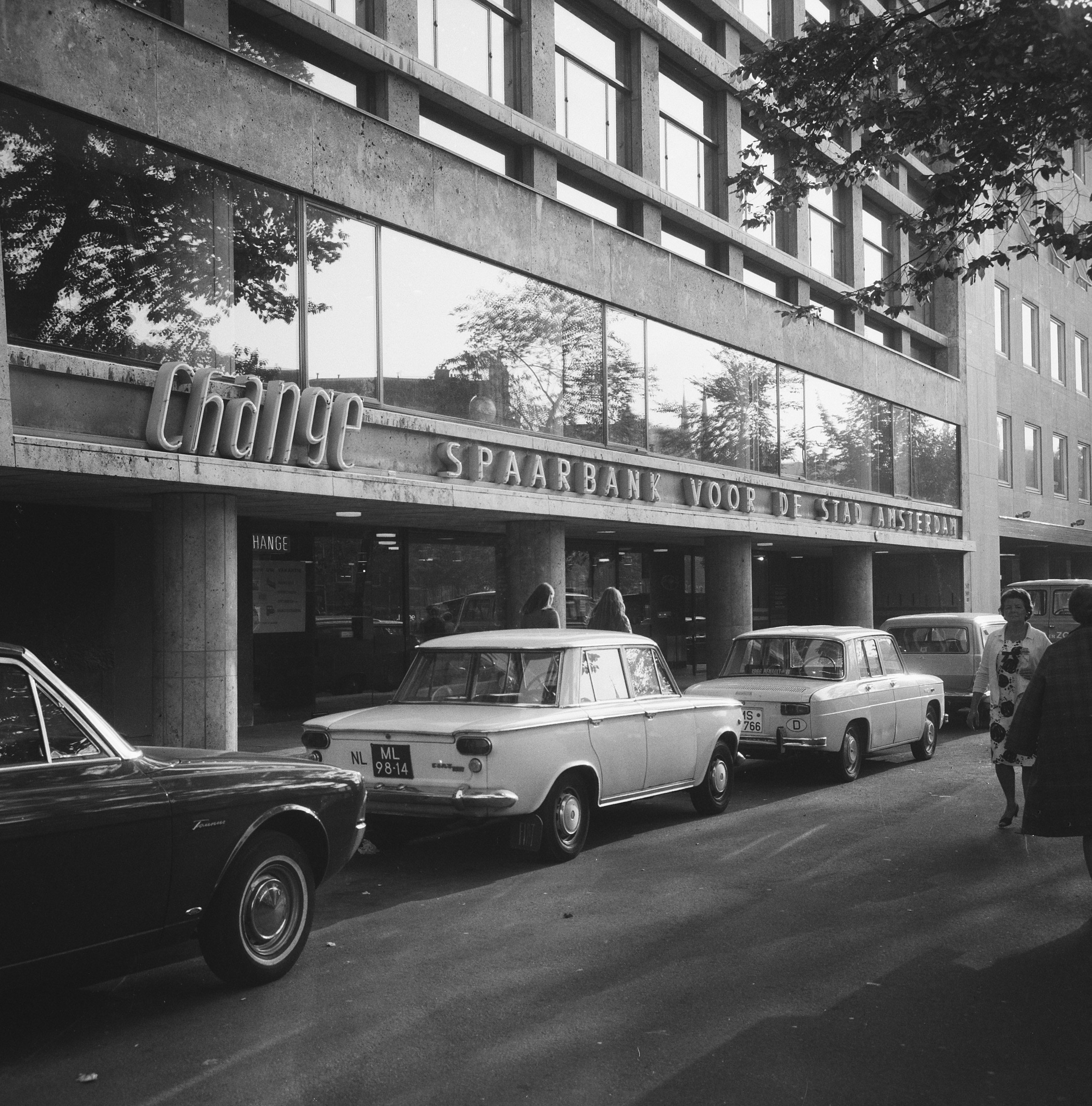
Spaarbank voor de Stad Amsterdam (Singel, 1967)

De eerste voorloper van de VSB Groep stamt uit 1784: de ‘Maatschappij tot Nut van ‘t Algemeen’ wordt opgericht. In 1817 vestigden de eerste spaarbanken van het Nut zich in Workum en Haarlem. Het Nut had niet winst als doel, maar het verbeteren van onderwijs, maatschappelijke zorg en sparen. Vanaf 1835 kreeg het Nut concurrentie. Particuliere en gemeentelijke spaarbanken werden opgericht. Zo werd in 1848 de Spaarbank voor de stad Amsterdam opgericht met als doel het vergroten van de spaarzin bij Amsterdammers. In 1881 kreeg het Nut maar ook de andere spaarbanken het nog moeilijker door de oprichting van de Rijkspostspaarbank door de overheid.
In 1907 gingen de spaarbanken, gedwongen door de concurrentie met de Rijkspostspaarbank, samenwerken onder de naam Spaarbankbond en wonnen ze hun verloren marktaandeel terug.
De Spaarbank voor de stad Amsterdam had een groot aantal kantoren in Amsterdam en omgeving, waaronder rijdende bijkantoren. Ondertussen werd samengewerkt met een aantal andere spaarbanken in de regio en daarom veranderde in op 12 maart 1979 de bank haar naam in Centrumbank. In 1981 kwam er een fusie met de Spaarbank te Rotterdam en Bondsspaarbank Breda. In 1983 werd de naam veranderd in Verenigde Spaarbank omdat de naam Centrumbank te veel leek op de in die tijd beladen Centrumpartij.
In de jaren 80 werd de wet aangepast waardoor de spaarbanken naast hun traditionele dienstverlening op het vlak van sparen en woningfinanciering ook actief mochten worden op het gebied van zakelijke dienstverlening. Hierdoor veranderden de spaarbanken in algemene banken en ontstonden er vele fusies.

### Fusie met AMEV
Begin 1989 stelde de Nederlandse verzekeringsmaatschappij AMEV aan VSB Groep NV voor de activiteiten van de spaarbank en de verzekeraar samen te voegen. VSB, onder leiding van Joop Feilzer, was geïnteresseerd omdat het marktaandeel van de spaarbanken onder druk stond omdat grote handelsbanken in toenemende mate spaargeld van particulieren aantrokken als extra financieringsbron. AMEV zag de kantoren van VSB als extra verkoopkanaal voor verzekeringen. De gesprekken verliepen goed en in maart 1989 namen de twee een aandelenbelang van 15% in elkaar. In Nederland was echter een fusie van een verzekeraar en een bank wettelijk niet toegestaan, maar na overleg met minister van Financiën Onno Ruding werd de wet aangepast en vanaf 1 januari 1990 is een dergelijke fusie wel toegestaan. Vijf maanden later gingen AMEV/VSB 1990 als eerste gemengde financiële concern in Nederland van start.

### In Fortis Bank opgegaan
Nog in hetzelfde jaar ontstond de Fortis Groep door de toetreding van de Belgische verzekeringsmaatschappij AG Groep tot AMEV/VSB 1990. In de jaren erna volgden vele overnames in de Benelux, waaronder MeesPierson in Nederland en ASLK en Generale Bank in België. De bankactiviteiten werden nationaal samengevoegd in Fortis Bank Nederland en Fortis Bank België.
In 2004 werd Jean-Paul Votron, die werkzaam was bij de Amerikaanse Citigroup, naar de inmiddels veel grotere Fortis gehaald om de groep, na dalende beurskoersen, nieuw leven in te blazen. Votron zorgde voor verdere internationalisering van Fortis en stond het nemen van hogere risico’s toe. De winst ging omhoog en de beurskoers van Fortis steeg. De effecten van de kredietcrisis en de gedeeltelijke overname van ABN AMRO holden de financiële kracht van het bedrijf uit. Achteraf bleek deze verhoging van de risico’s een van de oorzaken van het bijna omvallen van Fortis in september 2008.
In 2009 viel het Nederlandse deel van de bank, inclusief VSB Groep en de overgenomen onderdelen van ABN AMRO, voor 100% in handen van de Nederlandse overheid. Het Belgische gedeelte van de Fortis Bank is uiteindelijk bij BNP Paribas terechtgekomen en ging verder onder de naam BNP Paribas Fortis.